# Dīzāvand
Dīzāvand (persiska: دیزاوند) är en ort i Iran.   Den ligger i provinsen Khorasan, i den nordöstra delen av landet, 700 km öster om huvudstaden Teheran. Dīzāvand ligger 1 386 meter över havet och antalet invånare är 818.
Terrängen runt Dīzāvand är huvudsakligen platt, men österut är den kuperad. Runt Dīzāvand är det ganska glesbefolkat, med 38 invånare per kvadratkilometer. Närmaste större samhälle är Qūchān, 11,2 km nordväst om Dīzāvand. Trakten runt Dīzāvand består i huvudsak av gräsmarker.